# Cricotopus festivellus
Cricotopus festivellus is een muggensoort uit de familie van de dansmuggen (Chironomidae). De wetenschappelijke naam van de soort is voor het eerst geldig gepubliceerd in 1906 door Jean-Jacques Kieffer.